# Gustav Meissner (Diplomat)
Gustav Meissner (* 26. August 1910 in Kiel, Provinz Schleswig-Holstein; † 10. Oktober 1995 in Bonn) war ein deutscher Diplomat, Angestellter der Dienststelle Ribbentrop, Mitarbeiter im Stab des Reichsbevollmächtigten für das von Deutschland besetzte Dänemark und Publizist.

## Leben
Gustav Meissner absolvierte nach seinem Schulabschluss eine journalistische Ausbildung bei den Flensburger Nachrichten. Seit Mitte 1935 war er im Grenz- und Auslandsamt des Reichsjugendführers Baldur von Schirach tätig. In dieser Zeit erschien seine erste Publikation, ein Wanderbuch unter dem Titel Grenzland Nordschleswig. Nach einem Jahr stieg er innerhalb der NS-Jugendorganisation in den Führungsbereich auf und bearbeitete seit Juli 1936 als Schriftleiter den Pressedienst für den Ostraum. Später war er dort als Pressereferent für volksdeutsche Fragen zuständig. Hier erhielt er vor allem seine nationalsozialistische Prägung und machte sich die Ideologie des Nationalsozialismus als Weltanschauung und Grundlage seines Handelns zu eigen. In dieser Zeit lernte er Joachim Benemann (1911–2007), der im Englandreferat tätig war.
Zum März 1937 wechselte Meissner in die Dienststelle Ribbentrop nach Berlin und wurde dort ab September als Angestellter tätig. Am 3. Juni 1937 beantragte er die Aufnahme in die NSDAP und wurde rückwirkend zum 1. Mai desselben Jahres aufgenommen (Mitgliedsnummer 5.852.277), er wurde zeitnah auch Mitglied der SS (SS-Nummer 310.376). Sein damaliger Dienstgrad war der eines SS-Untersturmführers.

## Einsatz in Dänemark
Als Angestellter der Dienststelle Ribbentrop wurde Meissner ab September 1939 an der deutschen Gesandtschaft in Dänemark als Pressebeirat eingesetzt. Nur einen Monat später erfolgte seine Übernahme durch das Auswärtige Amt und er verblieb daraufhin weiter in Kopenhagen. Von nun an war der dort eingesetzte deutsche Gesandte Cécil von Renthe-Fink sein Dienstvorgesetzter. Ab März 1940 kam er in seinem Arbeitsbereich Unterstützung durch Joachim Benemann, der als Jugendreferent nach Dänemark entsandt worden war.
Mit der deutschen Besetzung Dänemarks am 9. April 1940 übernahm von Renthe-Fink nunmehr als Beauftragter des Deutschen Reiches die politische Leitung des dort eingerichteten Besatzerregimes. In dem wenige Stunden vorher, um 5.15 Uhr der dänischen Regierung übergebenen „Deutschen Memorandum“ hatte sich das Deutsche Reich dazu bekannt, „dass Deutschland nicht die Absicht hat, durch Maßnahmen die territoriale Integrität und politische Unabhängigkeit des Königsreiches Dänemark jetzt oder in Zukunft anzutasten“. Als Fassade dieser nunmehrigen Fremdbestimmung Dänemarks wurde nach außen die Institution der deutschen Gesandtschaft beibehalten. Meissner übernahm im Stab der Besatzer den Bereich Kultur/Presse/Rundfunk, so die offizielle Bezeichnung. Auch wurde sein, nun nicht mehr vorhandener, diplomatischer Status für die Öffentlichkeit aufrechterhalten. Seine tatsächlichen Aufgaben bestanden aber ab diesem Zeitpunkt in der Organisation der nationalsozialistischen Propaganda im Land, der Durchsetzung der Pressezensur und dem Aufbau von NS-Rundfunkstationen. Doch diese, Dänemark gewährte Scheinsouveränität, hielt nur so lange, wie sich die dänische Regierung kooperativ zeigte. Von Beginn an arbeitete Meissner in seinem Aufgabenbereich sehr eng mit dem Referatsleiter Amt VI, B5, Besetzte Gebiete im Reichssicherheitshauptamt, SS-Sturmbannführer Eberhard von und zu Steinfurth und dem Leiter der Abteilung Deutschland im Auswärtigen Amt, Martin Luther, zusammen.
Bereits in den ersten Monaten nach der Besetzung Dänemarks erfolgte durch Meissner, neben seinen propagandistischen Aufgaben, eine intensive Förderung der dänischen nationalsozialistischen Organisationen, so der Dänischen Nationalsozialistische Arbeiterpartei (DNSAP), der rechtsgerichteten Gruppierungen um den Hofjägermeister Jörgen Sehstedt und weiterer, der NS-Bewegung nahestehender Kreise. Entsprechende Finanzierungen über den Tisch Meissners im Jahr 1940 betrugen ca. 800.000 dkr. Ziel dieses Vorgehens war dabei, die rechtmäßig bestehende dänische Regierung auszuschalten und diese Kreise an die politische Macht zu bringen. In Abstimmung mit Löw von und zu Steinfurth wurde dazu im Sommer 1940 eine direkte Anfrage an den dänischen König Christian X. gerichtet, der ein solches Ansinnen strikt ablehnte. Ungeachtet dessen war Meissner an der Ausarbeitung eines Regierungsprogramms für die Machtübernahme und der Organisation einer massiven Propagandaaktivität zur Umsetzung dieser Ziele mit und für diese Gruppierungen beteiligt. Ende Juni 1940 wurde er zum Legationssekretär ernannt. Obwohl es zwischen Löw von und zu Steinfurth und Meissner zum Teil auch unterschiedliche Vorstellung darüber gab, welche der dänischen Organisationen für die Machtübernahme bevorzugt zu unterstützen wären, einte sie der Wille, die „germanisch-völkischen Kräfte“ Dänemarks zu stärken, um auf diesem Weg einen Putsch gegen die rechtmäßige Regierung auszulösen. In einem gemeinsam verfassten Bericht beider Akteure vom 10. Juli 1940 signalisierten sie ihren Auftraggebern, dass die DNSAP auf dem Weg zur Macht bereit sei, ihr lediglich momentan das Geld und eine intensive propagandistische Unterstützung fehle. Daraufhin floss eine erste Summe in Höhe von 260.000 dkr. über den Sicherheitsdienst der NSDAP nach Dänemark.
Auch wenn der Vorgesetzte von Meissner, von Renthe-Fink diese Aktivitäten anfangs noch mit Verweis auf die im deutschen Memorandum vom 9. April 1940 erfolgte Bekundung bremste, schwenkte er als Reichsbeauftragter spätestens im September 1940 vollständig auf die Linie ein, die Machtergreifung der DNSAP mit seinem Stab zu unterstützen. Auf Initiative von Meissner und Löw von und zu Steinfurth wurden Ministerlisten und ein Sofortprogramm für den Fall der Machtübernahme ausgearbeitet. Wobei Meissners Vorschlag darauf hinauslief, sofort eine Kollaborationsregierung einzurichten. Am 30. September 1940 legte der Chef der DNSAP, in einer vom Reichsbeauftragten organisierten Beratung ein Grundsatzdokument zur Errichtung eines „nationalen Kabinetts“ in Dänemark vor. An dieser Beratung nahmen sowohl Meissner, der Stellvertreter von Renthe-Fink, SS-Oberführer Paul Kanstein, SS-Obersturmführer Hans-Gustaf Pahl (* 1911), der Leiter des Sicherheitsdienstes (SD) für Dänemark teil. Die deutsche Seite stimmte einem solchen Vorgehen zu und sah dringenden Unterstützungsbedarf. Sofort wurde im Stab des Reichsbeauftragten ein Wiederaufbauprogramm der DNSAP, nach dem Vorbild der NSDAP, entworfen. Im November 1940 flossen weitere 540.000 dkr. über Meissner zur Unterstützung der NS-Presse und Vorbereitung einer weiteren Propagandakampagne zur Beeinflussung der Bevölkerung in diesem Sinne nach Dänemark. Ende November 1940 richtete von Renthe-Fink in seinem Besatzerstab ein „Sonderreferat DNSAP“ ein, dessen Leitung Meissner übertragen bekam. Spätestens mit diesem Schritt hatte das Deutsche Reich seine Zusicherung aus dem Memorandum vom 9. April 1940, die politische Unabhängigkeit Dänemarks nicht anzutasten, gebrochen.
Im April 1942 wurde Meissner zum Gesandtschaftsrat ernannt und verblieb, auch nach der im September 1942 erfolgten Entmachtung von Renthe-Fink als Reichsbeauftragter für Dänemark durch Werner Best weiter im Amt und in Kopenhagen. Spätestens im März 1943 hatte Meissner jedoch dann Dänemark verlassen. Als sein Nachfolger trat der, bereits seit 1941 in Kopenhagen eingesetzte Jürgen Schröder (* 1915) die Amtsnachfolge an. Ab 15. April 1943 leistete er Militärdienst bei der Waffen-SS. Nach der deutschen Kapitulation im Mai 1945 befand er sich in britischer und dänischer Kriegsgefangenschaft. Während seiner dänischen Internierung wurde die Einleitung eines gerichtlichen Strafverfahrens gegen ihn geprüft. Erst 1948 erfolgte seine Entlassung nach Deutschland.

## In der Bundesrepublik Deutschland
Eine von Meissners ersten Aktivitäten nach Rückkehr war 1949 die Gründung des Informationsdienstes „Exclusiv-Dienst“ in Hamburg. Danach wechselte er nach Bonn und betätigte sich dort als Drucker und Verleger. Er selbst hatte seinen Wohnort in Rheinbach genommen. Seine Verlegertätigkeit wird bis ca. 1986 angegeben. Wenige Jahre danach erschien 1990 im Ullstein Verlag Berlin sein Buch Dänemark unterm Hakenkreuz, das nach Meissners Worten dem Ziel dienen solle, „einen authentischen Beitrag zu unserer Zeitgeschichte zu liefern“. Seine Darstellungen dieser Jahre ab 1940, in die er selbst als Handelnder einbezogen war, verfolgen jedoch das Motto: „In Dänemark lief alles glatt“. Weder die tatsächliche Rolle der deutschen Besatzungsmacht in Dänemark, die dort betriebene hinterhältige Politik, die durch Deutsche vor Ort verübten Verbrechen, noch sein persönlicher Anteil kommen in dem Text zur Sprache. Zum Schluss versteigt sich Meissner, als selbst Akteur in dieser Sache, zu der Behauptung, es sei sogar ein fundamentaler Vorteil gewesen, „dass im Prinzip nicht an der staats- und völkerrechtlichen Handlungsfreiheit Dänemarks gerührt worden sei“.

## Familie
Gustav Meissner heiratete 1940 Ilse Schneider. Das Ehepaar hatte einen Sohn, Rolf Dieter Meissner, der 1944 geboren wurde.

## Publikationen
- Grenzland Nordschleswig. Ein Wanderbuch. Mit Federzeichnungen von Erwin Nöbbe. Nordmark-Verlag Westphalen jr., Flensburg 1935, DNB 575060867 (111 S.).
- Dänemark unterm Hakenkreuz. Die Nord-Invasion und die Besetzung Dänemarks 1940–1945. Ullstein, Berlin / Frankfurt am Main 1990, ISBN 3-550-07652-5 (408 S.).
  - Som jeg så det, som jeg ser det. Diplomat i København 1939–1943 (= Odense University studies in history and sociology. Vol. 194). Odense Universitetsforlag, Odense 1996, ISBN 87-7838-111-8 (359 S., dänisch).